# 希律 (伊利諾伊州)
希律（英語：Herod）是位於美國伊利諾伊州波普縣的一個非建制地區。該地的面積和人口皆未知。

## 地理
希律的座標為37°34′49″N 88°26′10″W / 37.58028°N 88.43611°W，而該地的平均海拔高度為129米（即423英尺）。